# 舞林驕子
舞林驕子，是日本純種競賽馬匹。生涯活躍於泥地短途賽事，曾於2022年勝出地方一級賽日本育馬場盃短途賽，亦曾遠征沙特阿拉伯勝出維雅德泥地短途錦標。

## 出賽前
2016年5月17日出生於北海道千歲市社台牧場，所有權歸於牧場負責人吉田照哉夫人吉田千津旗下。
其後交由栗東訓練中心練馬師鮫島一步訓練。

## 競賽生涯

### 3歲
2019年8月18日出戰小倉競馬場3歲未勝利戰，然而於入場後出戰狀況，最終閘前退賽。
8月31日再度出戰同條件的3歲未勝利戰，保持於最後位置下在直路跑出全場最快末腳，最終以第二完賽。
其後越級挑戰3歲以上一捷馬戰，然而於直路失速之下以第十一大敗。
完成以上賽事後，陣營安排其轉籍地方，進入隸屬船橋競馬場的岡林光浩馬房。
轉籍後其於本年度再出戰兩場地方條件戰，最終達成連勝。

### 4歲
2020年年初繼續於船橋出戰賽事，並以輕鬆的姿態取得勝利。
有見及此，陣營決定安排其重新返回中央，並交由美浦訓練中心練馬師宮田敬介訓練。
4月5日出戰4歲以上一捷馬戰，搶佔先頭位置展開領放下於直路繼續加速，最終不斷拋離後方賽駒下以10馬位巨大優勢取得中央首勝。
其後出戰彥星賞及外房錦標兩場捷馬戰，均於其中以優勢的表現輕鬆戰勝對手，以連勝的姿態進級公開組。
12月13日出戰亮星錦標，為其首次出戰分級賽。比賽開始後，其選擇於第二的位置跟隨領放馬廣重黃金前進，並一直保持較快的節奏。進入直路後，其嘗試繼續衝刺保持速度，可惜仍然被後方的Justin及熱望超越，以第三的戰績完賽。

### 5歲
2021年首戰維公開賽大和錦標，然而狀態不佳下僅取得第六。
其後出戰表列賽京葉錦標，比賽途中以優秀的反應搶佔位置，最終成功一放到底取得勝利。
休養過後出戰亮星錦標，賽前獲得第三人氣。比賽開始後，由於魔族閃焰以更快的速度搶先，因而舞林驕子選擇於對手身後第二的位置穩步推進，於比賽途中一直保持此姿態。進入直路後，其隨即衝出取代魔族閃焰成為領先賽駒，最終亦成功保持衝刺抵擋後方龍野雪驥的追擊取得首個分級賽冠軍。

### 6歲
2022年首戰為遠征沙特阿拉伯的維雅德泥地短途錦標，改由李慕華策騎。比賽開始後，其保持於先頭位置推進，進入直路後進一步加速彈離對手，最終成功拉開第二的好表現達5 3/4馬位優勢取得第二個分級賽冠軍。
回國稍微休養後於6月出戰北海道短途盃，順利出閘之下乘勢搶佔領放位置，最終亦能成功抵擋後方猛追的Smart Dandy以頸位優勢達成分級賽三連勝。
8月16日出戰星團盃，雖然賽前獲得壓倒性的第一人氣，然而於出閘後隨即失去平衡需要後上，最終未能挽回劣勢下僅獲得第四。
11月3日出戰日本育馬場盃短途賽，賽前落後熱望及竹園南帝取得第三人氣。比賽開始後，其隨即以迅速的節奏搶佔領放位置並主導賽事步速，竹園南帝處於先頭第五的位置，而熱望則選擇後上。進入直路後，舞林驕子仍然處於最前方位置並開始逐步加速，最終成功壓制後上的龍野雪驥，以3/4馬位優勢取得首個一級賽冠軍，亦為練馬師宮田帶來首個一級賽優勝。

### 7歲
2023年首戰和上年度一樣遠征沙特阿拉伯出戰維雅德泥地短途錦標，但未能於直路發揮以往表現下以第五落敗。
回國後出戰北海道短途盃，然而於直路稍微失速之下被對手超越，最終再度獲得第五的戰績。
11月3日出戰日本育馬場盃短途賽劍指連霸，但於開閘後騎師岩田望來隨即失去平衡落馬，最終被判比賽中止。
其後，陣營考慮其年齡之因素，決定安排其退役，並於11月8日取消日本中央競馬會的賽駒註冊。

### 詳細賽績
| 日期       | 舉辦國家   | 馬場     | 距離   | 級別   | 賽事名稱                     | 負重 | 騎師       | 馬號 | 出馬 | 名次     | 時間     | 頭馬（二馬）       |
| ---------- | ---------- | -------- | ------ | ------ | ---------------------------- | ---- | ---------- | ---- | ---- | -------- | -------- | ------------------ |
| 18/8/2019  | 日本       | 小倉     | 草1200 |        | 3歲未勝利                    | 56   | 北村友一   | 9    | 17   | 閘前退賽 | 閘前退賽 | Thank You Yuga     |
| 31/8/2019  | 日本       | 小倉     | 草1200 |        | 3歲未勝利                    | 53   | 三津谷隼人 | 15   | 18   | 2        | 1:09.0   | 堅決               |
| 15/9/2019  | 日本       | 阪神     | 草1600 |        | 3歲以上一捷馬                | 52   | 三津谷隼人 | 1    | 16   | 11       | 1:33.7   | 覓奇碧蒂           |
| 1/11/2019  | 日本       | 船橋     | 泥1200 |        | 用有史以來最大輝煌迎接大家賞 | 56   | 御神本訓史 | 1    | 12   | 1        | 1:13.1   | （French Cherry）  |
| 10/12/2019 | 日本       | 船橋     | 泥1200 |        | 烈風短途錦標                 | 56   | 御神本訓史 | 6    | 11   | 1        | 1:13.8   | （Coreles Dancer） |
| 1/11/2020  | 日本       | 船橋     | 泥1200 |        | 來讀賣樂園就可以觀賞燈飾錦標 | 56.5 | 落合玄太   | 4    | 11   | 1        | 1:13.0   | （Honey Gold）     |
| 5/4/2020   | 日本       | 中山     | 泥1200 |        | 4歲以上一捷馬                | 57   | 三浦皇成   | 7    | 15   | 1        | 1:10.3   | （Fujino Takane）  |
| 12/7/2020  | 日本       | 福島     | 泥1150 |        | 彥星賞                       | 57   | 三浦皇成   | 3    | 15   | 1        | 1:06.1   | （良醫）           |
| 4/10/2020  | 日本       | 中山     | 泥1200 |        | 外房錦標                     | 57   | 三浦皇成   | 1    | 16   | 1        | 1:10.4   | （勝地美美）       |
| 13/12/2020 | 日本       | 中山     | 泥1200 | GIII   | 亮星錦標                     | 56   | 三浦皇成   | 9    | 16   | 3        | 1:09.9   | Justin             |
| 21/2/2021  | 日本       | 阪神     | 泥1200 | OP     | 大和錦標                     | 56.5 | 三浦皇成   | 12   | 15   | 6        | 1:11.9   | 龍野雪驥           |
| 19/4/2021  | 日本       | 中山     | 泥1200 | L      | 京葉錦標                     | 56   | 三浦皇成   | 8    | 15   | 1        | 1:09.2   | （非許可）         |
| 12/12/2021 | 日本       | 中山     | 泥1200 | GIII   | 亮星錦標                     | 56   | 三浦皇成   | 4    | 16   | 1        | 1:09.5   | （龍野雪驥）       |
| 26/2/2022  | 沙特阿拉伯 | 安都拉茲 | 泥1200 | GIII   | 維雅德泥地短途錦標           | 57   | 李慕華     | 3    | 13   | 1        | 1:10.26  | （好表現）         |
| 2/6/2022   | 日本       | 門別     | 泥1200 | JpnIII | 北海道短途盃                 | 57   | 落合玄太   | 1    | 10   | 1        | 1:10.6   | （Smart Dandy）    |
| 16/8/2022  | 日本       | 盛岡     | 泥1200 | JpnIII | 星團盃                       | 56   | 李慕華     | 1    | 13   | 4        | 1:10.6   | 盈寶極光           |
| 3/11/2022  | 日本       | 盛岡     | 泥1200 | JpnI   | 日本育馬場盃短途賽           | 57   | 三浦皇成   | 6    | 14   | 1        | 1:09.1   | （龍野雪驥）       |
| 25/2/2023  | 沙特阿拉伯 | 安都拉茲 | 泥1200 | GIII   | 維雅德泥地短途錦標           | 57.1 | 連達文     | 1    | 9    | 5        | R1:12.57 | 尖子力勁           |
| 1/6/2023   | 日本       | 門別     | 泥1200 | JpnIII | 北海道短途盃                 | 59   | 落合玄太   | 4    | 10   | 5        | 1:12.5   | 啟愛多里           |
| 3/11/2023  | 日本       | 大井     | 泥1200 | JpnI   | 日本育馬場盃短途賽           | 57   | 岩田望來   | 15   | 15   | 比賽中止 | 比賽中止 | 點火神器           |

## 退役後
退役後，舞林驕子成為了配種馬，於北海道新日高町Lex Stud休養，於2024年進行配種，首批子嗣於2025年出生。首批子嗣可於2027年出賽。

## 血統簡介
父系三人共舞為日本賽駒，生涯戰績不俗，曾勝出三級賽堅蘭盃。祖父橫掃天下爲美國賽駒，生涯戰績優秀，曾勝出大都會讓賽及古銜讓賽。
母系Little Blessing為日本賽駒，生涯四戰全敗。外祖父吹波糖為日本賽駒，生涯戰績優秀，曾以3歲馬身份贏得秋季天皇賞。

### 血統表
| 父線：Forty Niner系（北地舞人系）          |                                  |                 |                  |
| 種馬 三人共舞 2007年（棗色）               | 橫掃天下 1997年（灰色）          | 最後橫掃        | Forty Niner      |
| 種馬 三人共舞 2007年（棗色）               | 橫掃天下 1997年（灰色）          | 最後橫掃        | Broom Dance      |
| 種馬 三人共舞 2007年（棗色）               | 橫掃天下 1997年（灰色）          | Sheer Ice       | Cutlass          |
| 種馬 三人共舞 2007年（棗色）               | 橫掃天下 1997年（灰色）          | Sheer Ice       | Hey Dolly A.     |
| 種馬 三人共舞 2007年（棗色）               | Grand Pas de Deux 1997年（棗色） | 富士奇蹟        | 週日寧靜         |
| 種馬 三人共舞 2007年（棗色）               | Grand Pas de Deux 1997年（棗色） | 富士奇蹟        | Millracer        |
| 種馬 三人共舞 2007年（棗色）               | Grand Pas de Deux 1997年（棗色） | Star Ballerina  | Risen Star       |
| 種馬 三人共舞 2007年（棗色）               | Grand Pas de Deux 1997年（棗色） | Star Ballerina  | Berliani         |
| 繁殖雌馬 Little Blessing 2002年（栗色）    | 吹波糖 1993年（棗色）            | 週日寧靜        | Halo             |
| 繁殖雌馬 Little Blessing 2002年（栗色）    | 吹波糖 1993年（棗色）            | 週日寧靜        | Wishing Well     |
| 繁殖雌馬 Little Blessing 2002年（栗色）    | 吹波糖 1993年（棗色）            | Bubble Company  | 利法爾           |
| 繁殖雌馬 Little Blessing 2002年（栗色）    | 吹波糖 1993年（棗色）            | Bubble Company  | Prodice          |
| 繁殖雌馬 Little Blessing 2002年（栗色）    | Sawayaka Priness 1986年（栗色）  | 北方風味        | 北地舞人         |
| 繁殖雌馬 Little Blessing 2002年（栗色）    | Sawayaka Priness 1986年（栗色）  | 北方風味        | Lady Victoria    |
| 繁殖雌馬 Little Blessing 2002年（栗色）    | Sawayaka Priness 1986年（栗色）  | Scotch Princess | Creme Dela Creme |
| 繁殖雌馬 Little Blessing 2002年（栗色）    | Sawayaka Priness 1986年（栗色）  | Scotch Princess | Meadow Saffron   |
| 雌系：號族：11-f                           |                                  |                 |                  |
| 五代內近親交配：週日寧靜 4×3、北地舞人 5×4 |                                  |                 |                  |

## 命名由來
名字Dancing Prince（ダンシングプリンス）意思即是「跳舞的王子」，聯想自父系三人共舞之名字，香港則翻譯「舞林驕子」。

## 外部連結
- 舞林驕子 netkeiba.com （页面存档备份，存于）
- 血統表 （页面存档备份，存于）